# 海老名敏明
海老名 敏明（えびな としあき、1899年7月12日 - 1990年12月29日）は、日本の病理学者。専門は結核の研究。主な業績はBCG乾燥ワクチンの製造技術の確立。
山形県村山市出身。1927年東北帝国大学医学科卒業。母校教授や厚生会理事長を経て、同大学名誉教授。
婿養子は田山利三郎の三男・海老名卓三郎。

## 受賞・栄典
- 1950年 - 朝日文化賞
- 1960年 - ロベルト・コッホ賞
- 1961年 - 科学技術庁長官賞
- 1971年 - 勲三等旭日中綬章
- 1976年 - 結核予防功労賞
- 1978年 - 保健文化賞